# Nić opóźniona

Schemat replikacji DNA z zaznaczoną nicią opóźnioną i nicią wiodącą

Nić opóźniona (ang. lagging strand) − druga z nowo powstałych nici podczas replikacji DNA. Jest syntetyzowana w postaci krótkich fragmentów, zwanych fragmentami Okazaki, które powstają w kierunku 5' → 3', a następnie są łączone w jedną całość. W efekcie synteza tej nici przebiega skokowo w kierunku odwrotnym (3' → 5') do syntezy nici wiodącej.